# Darsteller
Der Darsteller ist der Interpret einer Rolle bzw. Figur in Werken der Darstellenden Kunst wie Schauspiel, Film oder Musical. Darsteller können ausgebildete Schauspieler oder Laiendarsteller sein. Darstellung ist ein Anteil am einzelnen Werk, der Inszenierung, für das der Regisseur die Gesamtverantwortung trägt. Die wesentlichen Rollen werden von den Hauptdarstellern und Nebendarstellern gespielt. Bei professionellen Produktionen sind dies meist berufsmäßige Schauspieler. Für kleinere Rollen, die eine Interaktion mit der Handlung erfordern, werden oft Kleindarsteller eingesetzt. Komparsen bzw. Statisten agieren meist im Hintergrund der eigentlichen Handlung. Für den Bereich des Musicals gibt es besondere Ausbildungsgänge zum Musicaldarsteller.